# Per Nilsson Dahlberg
Per Nilsson Dahlberg, född 22 augusti 1838 i Nymö församling, Kristianstads län, död 27 februari 1920 i Nymö församling, Kristianstads län, var en svensk folkmusiker och riksspelman. Dahlberg deltog i Riksspelmansstämman på Skansen 1910.